# Virgilio
Virgilio ist ein männlicher Vorname.

## Herkunft und Bedeutung
Virgilio ist die italienische und spanische Form des römischen Familiennamens Vergilius. Der bekannteste Vertreter ist der römische Dichter Vergil. Die portugiesische Form des Namens ist Virgílio, die englische und rumänische Virgil.

## Varianten
- Virgilijus, litauisch

## Namensträger

### Vorname
- Virgílio dos Anjos (1953–2010), osttimoresischer Guerilliero
- Virgilio Barco (1921–1997), kolumbianischer Politiker
- Virgilio Bellone (1907–1981), italienischer Ordenspriester und Musiker
- Virgílio do Carmo da Silva (* 1967), osttimoresischer Bischof
- Virgilio Fossati (1891–1916), italienischer Fußballspieler und -trainer
- Virgilio Felice Levratto (1904–1968), italienischer Fußballspieler und -trainer
- Virgílio Maria Dias Marçal (* 1954), osttimoresischer Politiker
- Virgilio Maroso (1925–1949), italienischer Fußballspieler
- Virgilio Masciadri (1963–2014), schweizerischer Lyriker und Prosa-Autor
- Virgilio Mazzocchi (1597–1646), italienischer Kapellmeister
- Virgilio Mortari (1902–1993), italienischer Komponist und Musikpädagoge
- Virgilio Noè (1922–2011), italienischer Kurienkardinal
- Virgilio Ranzato (1883–1937), italienischer Komponist
- Virgilio Rosario (1499–1559), italienischer Kardinal
- Virgilio Röschlein (1928–2024), deutscher Kommunalpolitiker (SPD)
- Virgílio Simith, osttimoresischer Politiker
- Virgílio Teixeira (1917–2010), portugiesischer Schauspieler

### Familienname D’Virgilio
- Nick D’Virgilio (* 1968), US-amerikanischer Schlagzeuger, Sänger und Gitarrist